# Х-Мен: Дни на отминалото бъдеще
Вижте пояснителната страница за други значения на Х-Мен.
„Х-Мен: Дни на отминалото бъдеще“ (на английски: X-Men: Days of Future Past) е американски филм от 2014 г., който е седмата част от поредицата „Х-Мен“ на Марвел Комикс.
Сюжетът на лентата се разиграва в 2 времеви периода и е вдъхновен от разказите на Крис Клармон и Джон Бърн за фантастичните комиксови герои от 1981 г.  Филмът поставя нова времева линия с която на практика изтрива събитията от първите 3 филма. Режисьор на продукцията е Брайън Сингър, а актьорският състав включва богата палитра от познати лица, сред които Патрик Стюарт, Иън Маккелън, Майкъл Фасбендър, Хю Джакман, Холи Бери, Джеймс Макавой, Питър Динклидж и Дженифър Лоурънс. Премиерата на филма се състои на 10 май 2014 г. в Ню Йорк, а официалния му дебют на големия екран е на 23 май. През 2016 г. излиза продължение, озаглавено „Х-Мен: Апокалипсис“.

## Резюме
Х-Мен се борят за спасяването на вида им през два различни времеви периода. През 2023 г. мутантите са почти изтребени от Стражите. Х-Мен пращат Логан / Върколака назад във времето, в 1973 г. за да промени хода на събитията, които водят до пост-апокалиптичното бъдеще. Докато вече старите Професор Х и Магнито се борят за оцеляването им в бъдещето, Логан трябва да убеди младите Чарлз и Ерик, да му помогнат във важната му мисия.

## Актьорски състав
| Актьор           | Роля                               |
| ---------------- | ---------------------------------- |
| Хю Джакман       | Джеймс „Лоуган“ Хаулет / Върколака |
| Джеймс Макавой   | Чарлз Екзевиър / Професор Х        |
| Патрик Стюарт    | Чарлз Екзевиър / Професор Х        |
| Майкъл Фасбендър | Ерик Леншър / Магнито              |
| Иън Маккелън     | Ерик Леншър / Магнито              |
| Дженифър Лоурънс | Рейвън Даркхолм / Мистик           |
| Хали Бери        | Ороро Мънро / Буря                 |
| Ана Пакуин       | Мари / Плевел                      |
| Елън Пейдж       | Кити Прайд / Сенчеста котка        |
| Питър Динклидж   | Д-р Боливар Траск                  |
| Никълъс Холт     | Д-р Хенри „Ханк“ Маккой / Звяр     |
| Келси Гремър     | Д-р Хенри „Ханк“ Маккой / Звяр     |
| Шон Ашмор        | Боби Дрейк / Ледения човек         |
| Омар Су          | Бишъп                              |
| Евън Питърс      | Питър Максимов / Живак             |
| Джош Хелман      | Майор Уилям Страйкър               |
| Даниел Къдмор    | Пьотр Распутин / Колос             |
| Фан Бингбинг     | Блинк                              |
| Адън Канто       | Сънспот                            |
| Бубу Стюарт      | Уорпат                             |
| Фамке Янсен      | Д-р Джийн Грей / Феникс            |
| Джеймс Марсдън   | Скот Съмърс / Циклоп               |
| Лукас Тил        | Алекс Самърс / Хавок               |
| Еван Джоникейт   | Мортимър Тойнби / Жабок            |
| Грег Лоу         | Инк                                |
| Брендън Педър    | Ен Сабах Нур / Апокалипсис         |